# Jillian Michaels
Jillian Michaels, född 18 februari 1974, är en amerikansk personlig tränare och TV-profil. Hon har medverkat i sin egen träningsserie Losing it with Jillian på NBC. Hon har också i flera säsonger medverkat som tränare i viktminskningsprogrammet Biggest Loser i USA. Under 2016 medverkade hon i sin egen realityserie Just Jillian.
Michaels har två barn med sin ex-fästmö Heidi Rhoades.